# 청난원종공신녹권
청난원종공신녹권은 충청남도 부여군 부여읍에 있다. 2019년 12월 20일 부여군의 향토문화유산 제146호로 지정되었다.

## 지정 사유
'청난공신'은 1596년(선조 29)에 충청도 홍산에서 일어난 이몽학의 난을 진압하는 데 공을 세운 사람에게 내린 훈호이다. 1604년 영의정 이항복과 우의정 김명원 등의 제의를 받아 5명을 3등으로 나누어 책록하였다. 1605년에는 청난원종공신 1,000여 명을 책록하였는데, '원종공신'이란 정공신 외에 왕이나 공신을 수종해 공을 세운 사람에게 준칭호이다.
『청난공신녹권』은 현재 충익공 신경행에게 준 녹권이 전한다. 1979년 충청북도 유형문화재 제52호로 지정되었다가 2003년 국가지정문화재인 보물로 승격되었다. 『청난원종공신녹권』의 경우 오늘날 전하는 것이 많지 않으며, 부여 출신의 유학자로 이몽학의 난 때 의병을 일으킨 류명에게 내려진 녹권이라는 데 의미가 있다. 부여군 향토문화유산 가운데 전적문화재의 수가 절대적으로 적은 상황에서 부여와 관련 있는 역사적 인물을 조명하는 연구자료로 활용할 수 있을 뿐만 아니라 400년이 훨씬 넘었음에도 보관상태가 양호한 점 등을 고려하여 부여군 향토문화유산으로 지정되었다.

## 같이 보기
- 신경행 청난공신교서 및 관련문적 - 보물 제1380호